# Jacobus Diderik Jan van der Hegge Spies

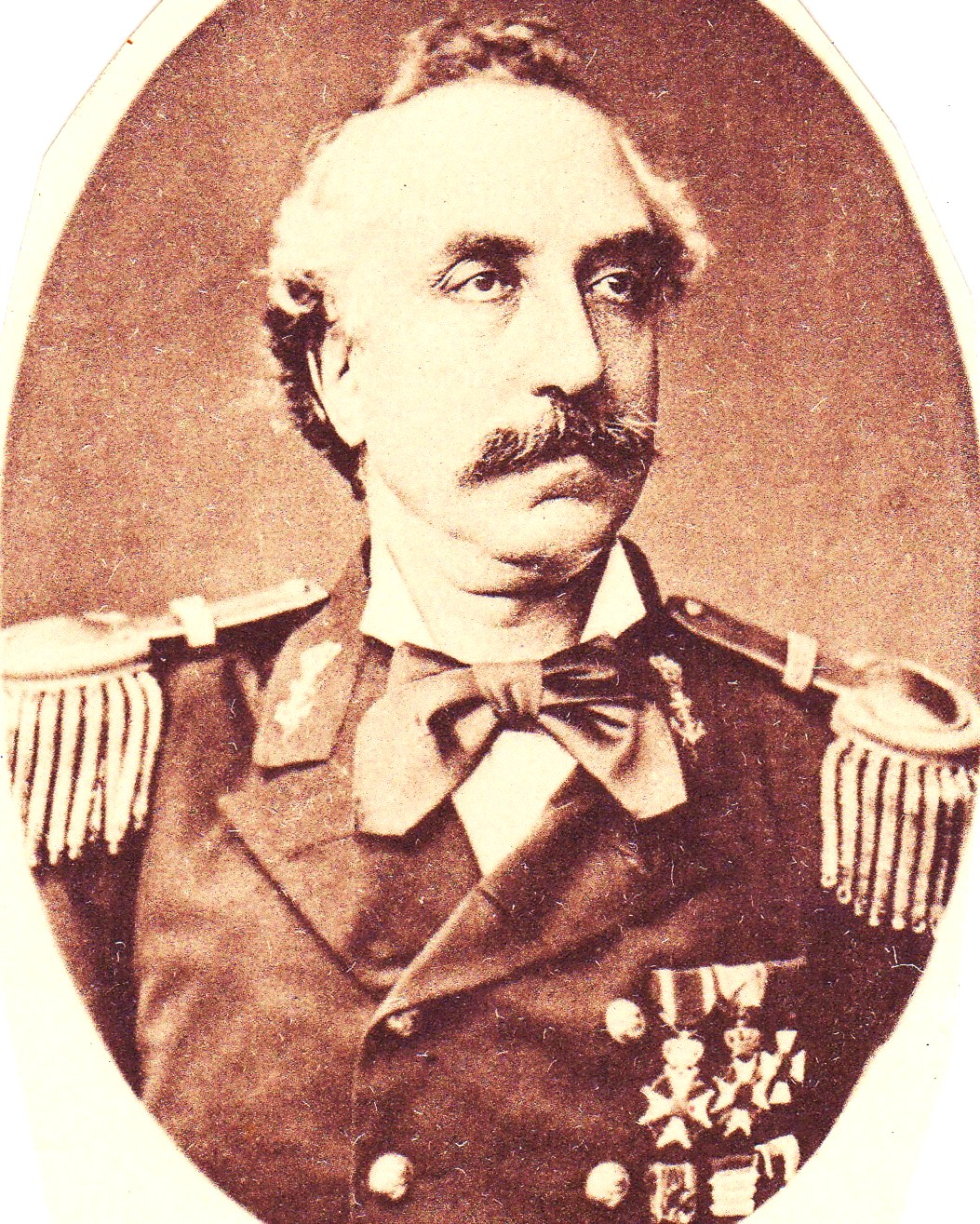
Jacobus Diderik Jan van der Hegge Spies

Jacobus Diderik Jan van der Hegge Spies (Den Haag, 1830 - aldaar, 11 april 1895) was een Nederlands kapitein-ter-zee, onder meer ridder in de Militaire Willems-Orde.

## Loopbaan
Van der Hegge Spies was een zoon van Alexander Willem Frederik van der Hegge Spies en Wilhelmina Barbara Heiligerdina Verrooten en werd op 16-jarige leeftijd geplaatst op het Marine-Instituut te Medemblik en in 1852 benoemd tot luitenant ter zee tweede klasse. Hierna klom hij telkens in rang op, tot hij in 1878 werd benoemd tot kapitein-ter-zee; in 1882 werd hij, in de rang van kapitein-kolonel, op zijn verzoek, eervol ontslagen, onder dankbetuiging voor de vele en langdurige diensten aan het land bewezen, met vergunning de activiteitsuniform te blijven dragen. 
Gedurende zijn langdurige diensttijd, vooral in de Indische wateren, was hij op verschillende oorlogsschepen geplaatst. Hier ontmoette hij zijn latere zwager marine-arts P.J. Idenburg, de vader van gouverneur-generaal en oud-minister van koloniën A.W.F. Idenburg. Als jong luitenant ter zee tweede klasse werd hij in 1859 benoemd tot ridder in de Militaire Willems-Orde vierde klasse wegens zijn gedragingen bij de verovering van Djambi, en later, in 1872, nam hij deel, onder meer als aanvoerder, aan de expeditie tegen Goenong Tangie en tegen het Rijk van Deli (Noord-Sumatra). Daarvoor kreeg hij het Ereteken voor Deli-1872. In 1878 werd hij benoemd tot ridder in de Orde van de Nederlandse Leeuw, vanwege zijn gedrag tijdens de expeditie tegen Samalangan van 8 augustus tot en met 21 oktober 1877. 
Van 1857-1872 was hij adjudant van de gouverneur-generaal van Nederlands-Indië. In 1875 repatrieerde hij en werd hij benoemd tot directeur en havenmeester te Hellevoetsluis. In 1877 kreeg hij het bevel over de maritieme middelen te Atjeh, maar om gezondheidsredenen moest hij spoedig dat bevel neerleggen en weer naar Nederland terugkeren, waar hij op non-activiteit werd gesteld en hem het bevel werd opgedragen over het wachtschip te Hellevoetsluis. Na twee jaar dat bevel te hebben gevoerd werd hij daarvan eervol ontheven en gepensioneerd. Van der Hegge Spies overleed op 11 april 1895 te Den Haag en werd begraven op Eik en Duinen, in het bijzijn van de minister van Marine Van der Wijck, de oud-ministers van Marine Dyserinck en Gericke en de gepensioneerde vice-admiraals Röell, Ten Bosch, Van Rees en Cramer. 
Hij trouwde in Den Haag op 18 maart 1863 met Maria Johanna Willemina Maas Geesteranus (Den Haag, 7 maart 1838 - aldaar, 29 april 1901). Zij was een dochter van Cornelis Maas Geesteranus (die onder andere burgemeester van Delft was) en Johanna Jacoba Soek.